# Ławeczka Krystyny Krahelskiej
Ławeczka Krystyny Krahelskiej – pomnik upamiętniający Krystynę Krahelską, która zasłynęła jako polska poetka, harcerka, pielęgniarka, etnografka, żołnierka Armii Krajowej, uczestniczka powstania warszawskiego. Ławeczka pomnikowa znajduje się we Włodawie na skwerze przy skrzyżowaniu ulic J. Piłsudskiego i 11 Listopada.
Ławeczka według lokalnych władz miała mieć walory turystyczne i historyczne. Upamiętniać miała pobyt Krystyny Krahelskiej w latach 1943-1944 na Ziemi Włodawskiej. 

## Odsłonięcie
Odsłonięcie miało miejsce 30 września 2022 o godz. 11:00. Później 12:15 w Miejskiej Bibliotece Publicznej odbyło się sympozjum poświęcone Krystynie Krahelskiej.